# Universitas Muhammadiyah Maluku Utara
Universitas Muhammadiyah Maluku Utara – indonezyjska uczelnia prywatna w mieście Ternate (prowincja Moluki Północne). Została założona w 2001 roku.